# Herzog & de Meuron

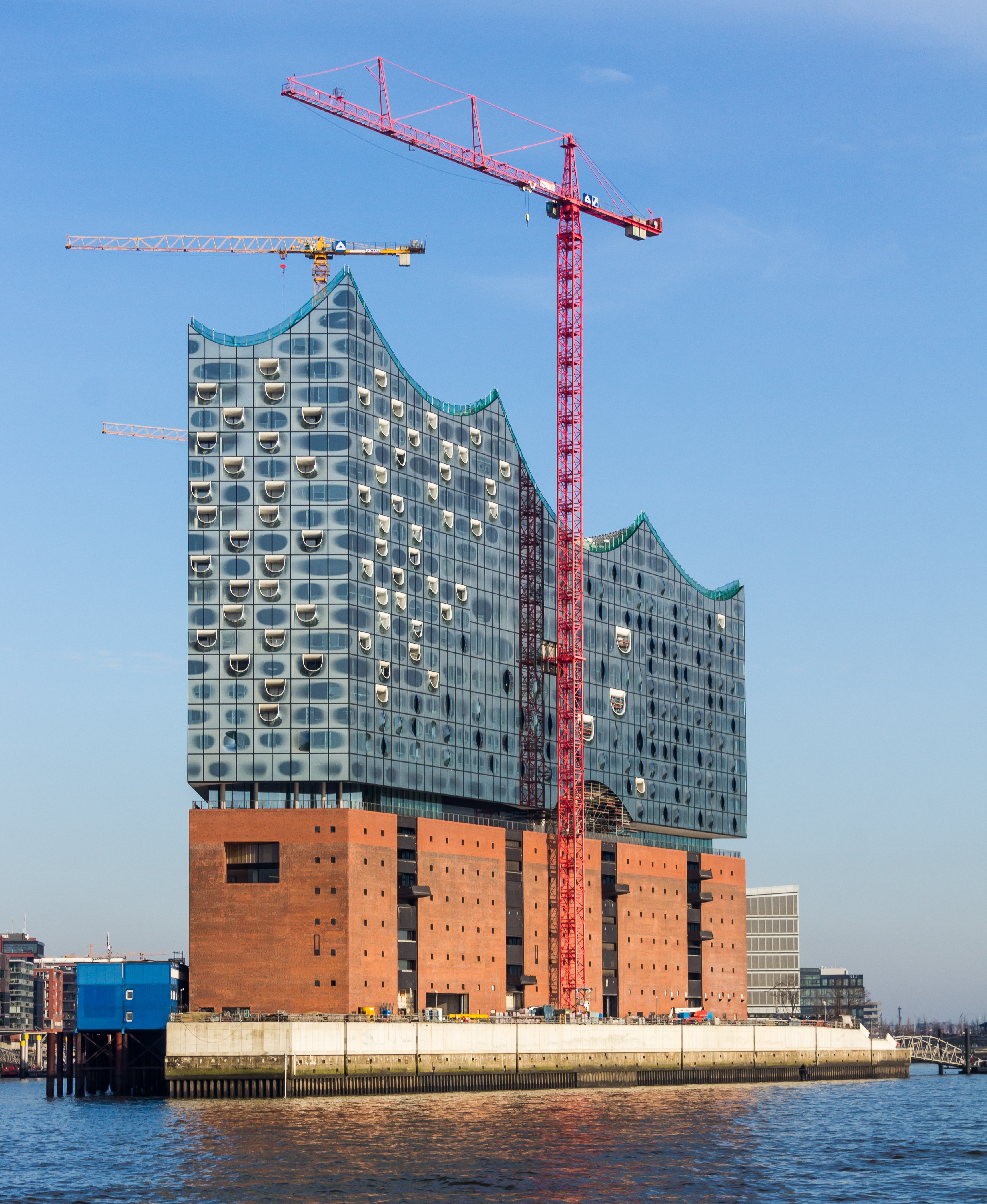
Herzog & de Meuron: Elbphilharmonie, HafenCity Hamburg (2015)

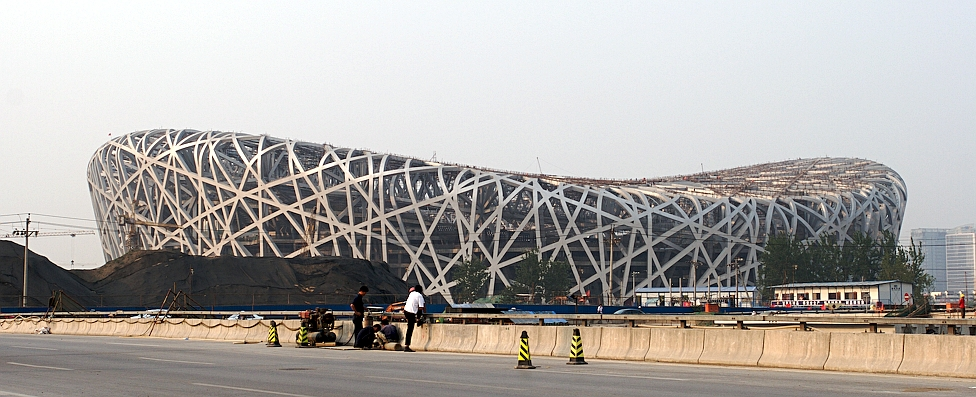
Stadion „Ptasie Gniazdo” w Pekinie

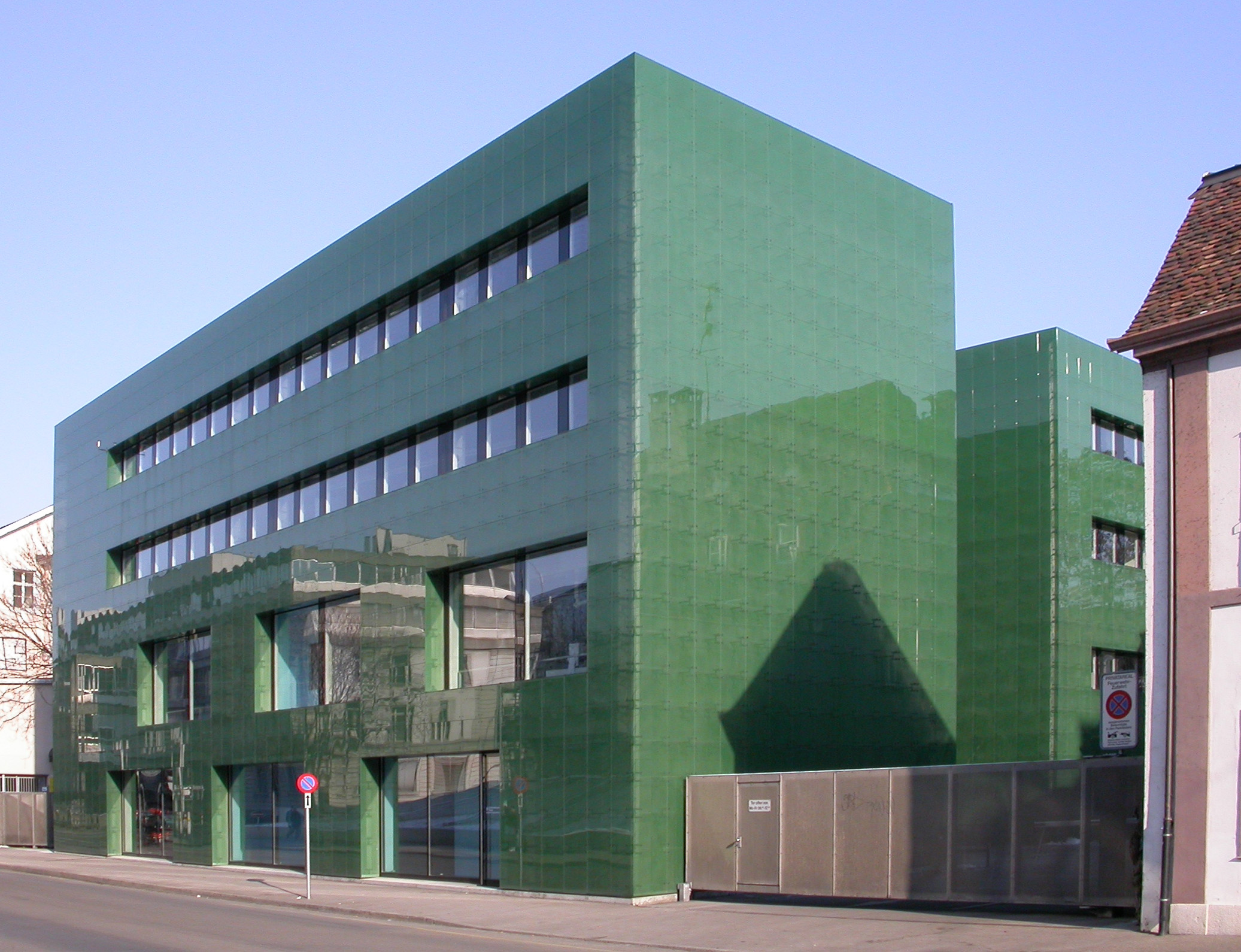
Herzog & de Meuron: Apteka Szpitala Kantonowego w Bazylei

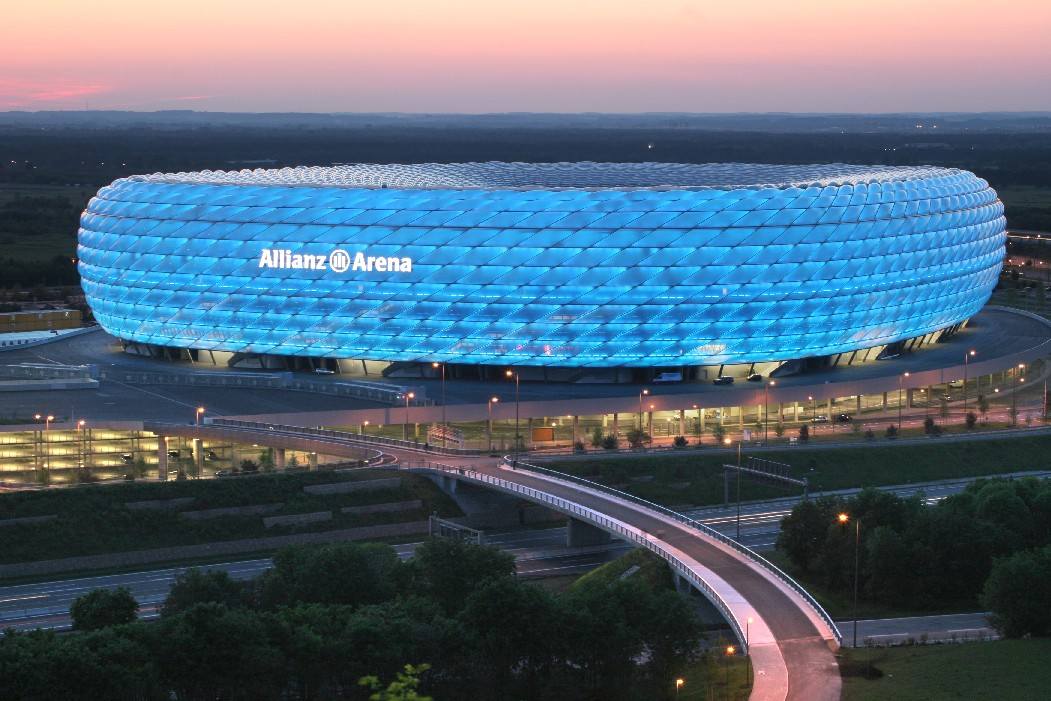
AllianzArena w Monachium

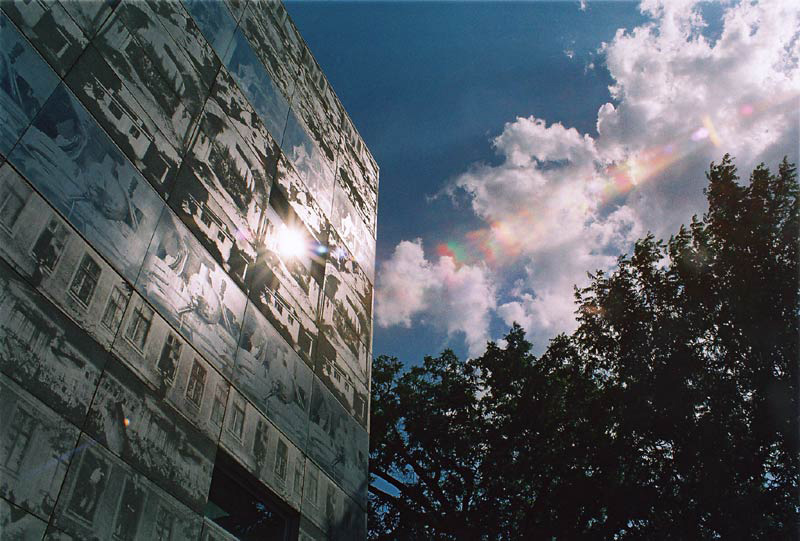
Herzog & de Meuron: Biblioteka Wyższej szkoły Zawodowej w Eberswalde

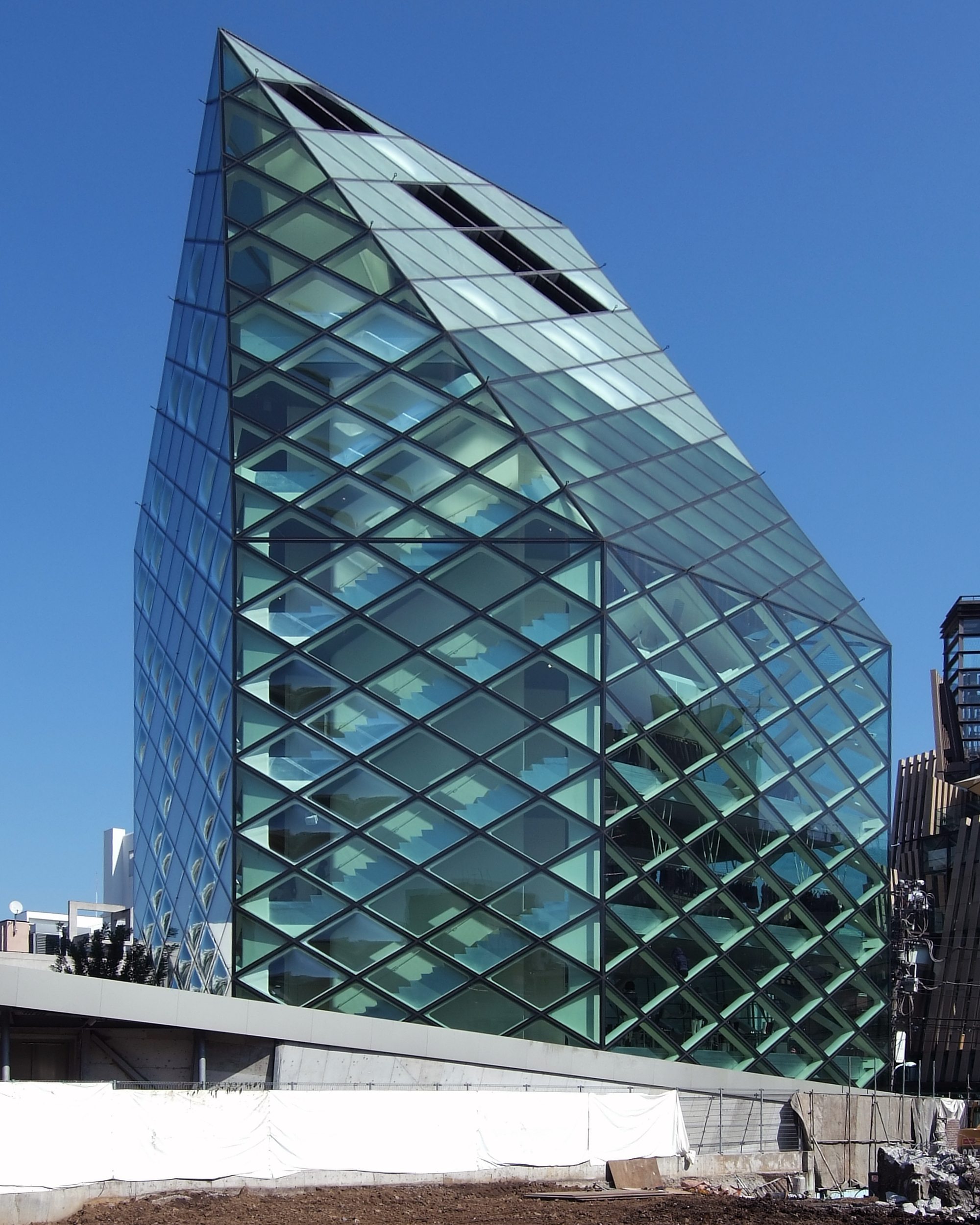
Prada Boutique Aoyama

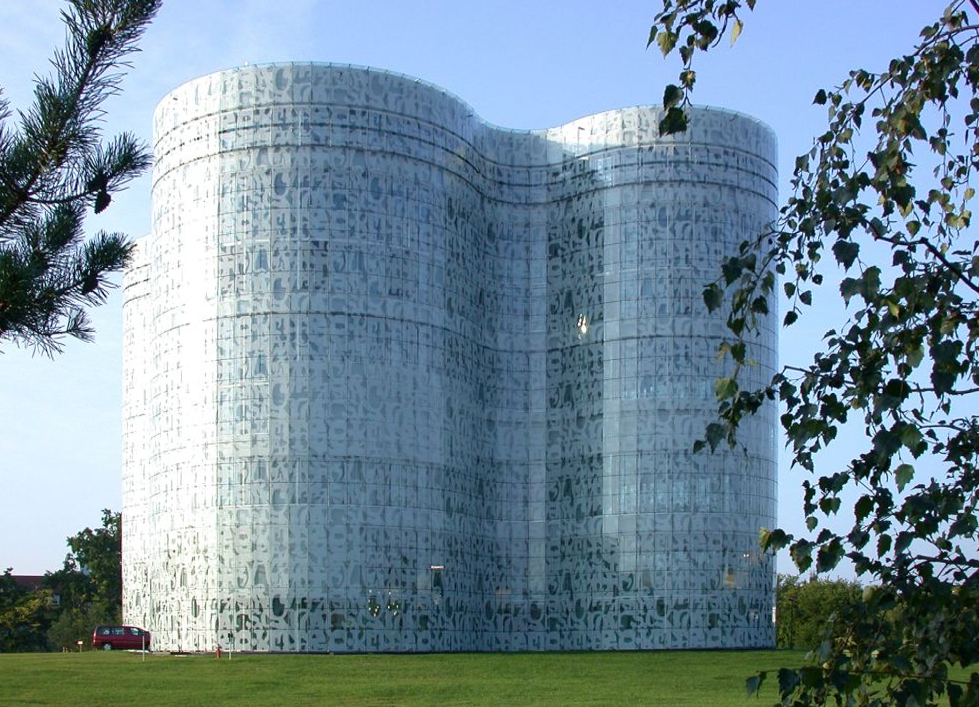
IKMZ w Cottbus

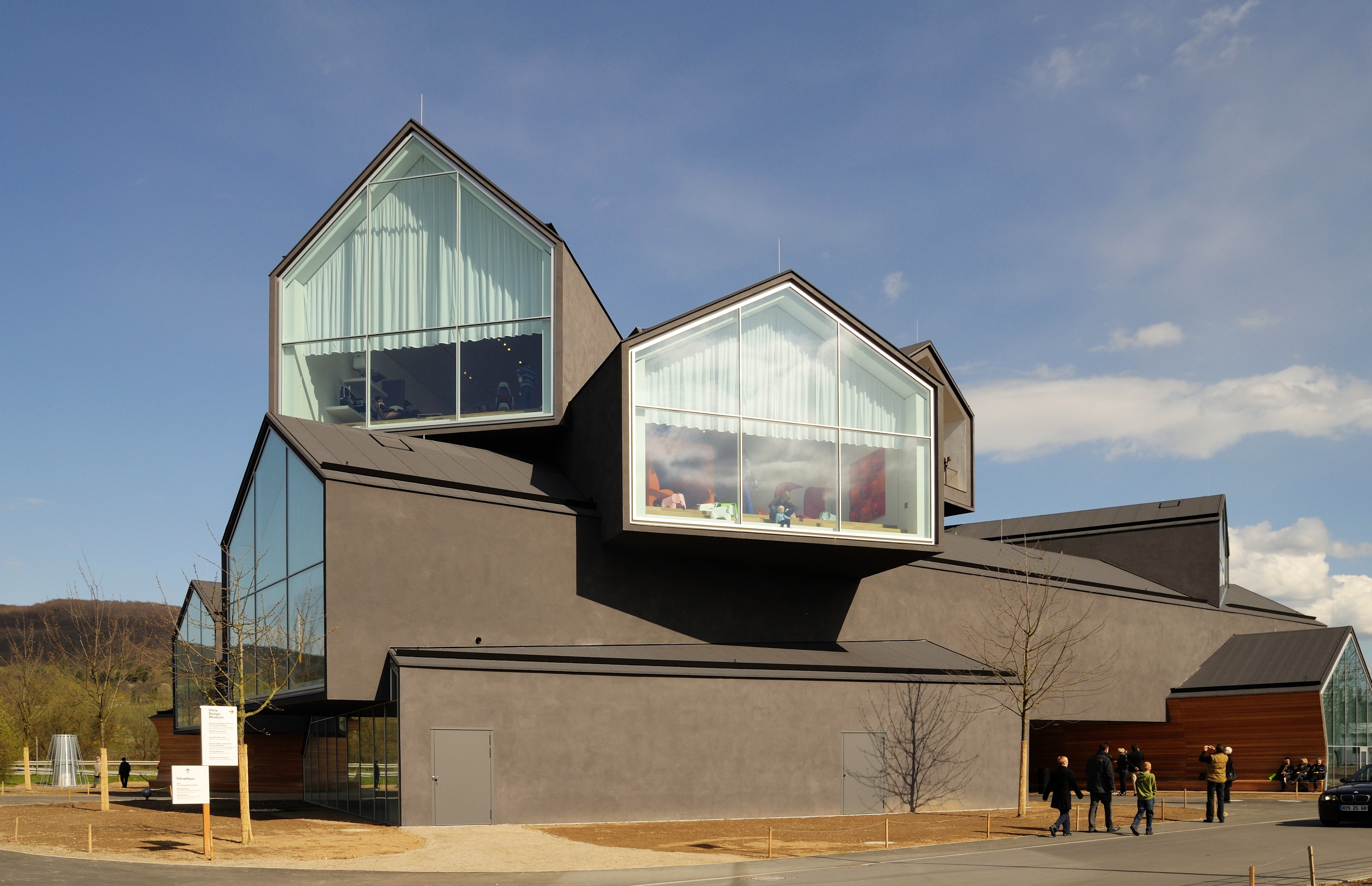
Vitra Haus w Weil am Rhein

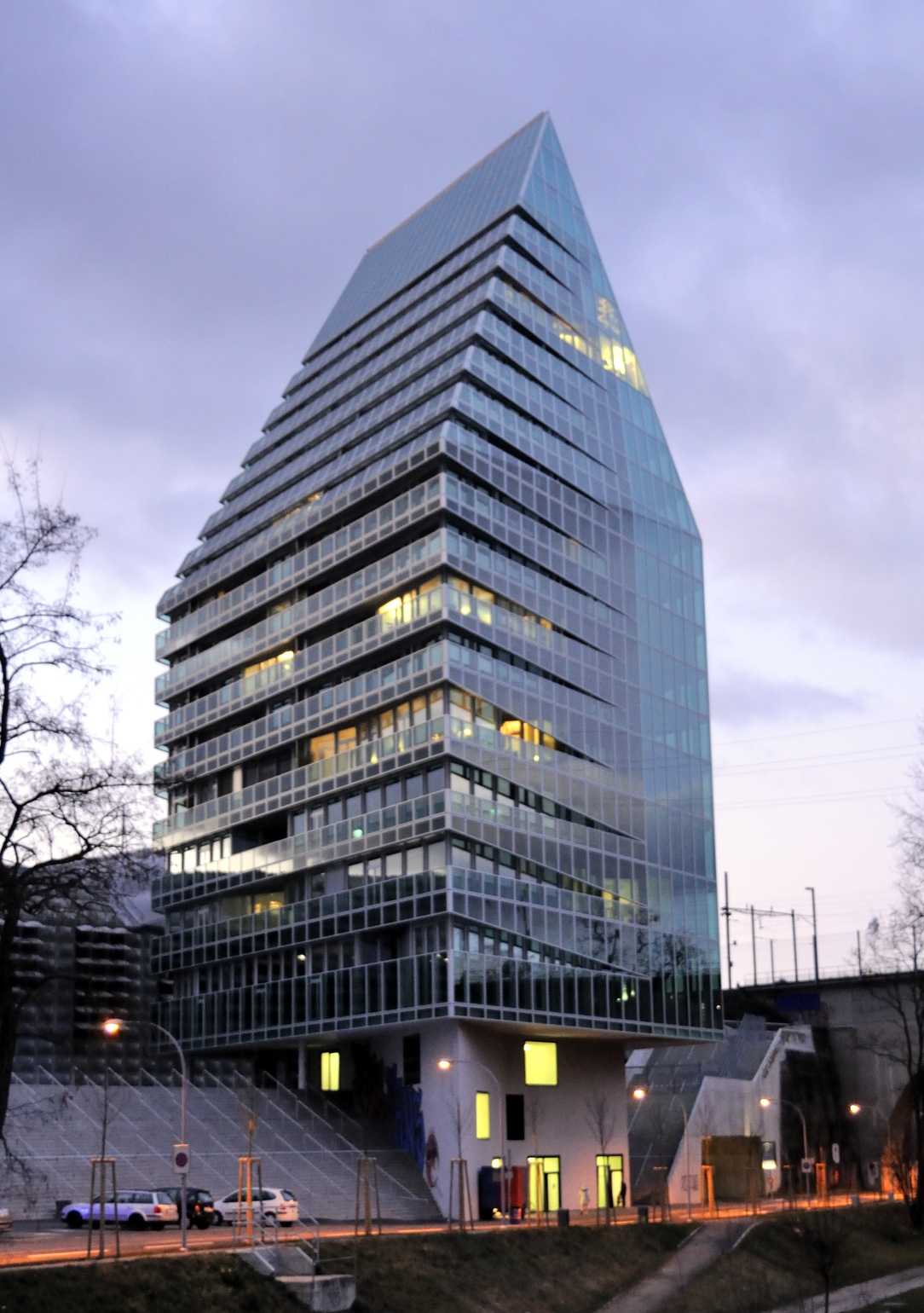
Wieża Św. Jakuba w Bazylei

Herzog & de Meuron – szwajcarskie biuro architektoniczne, założone w 1978 w Bazylei przez Jacques’a Herzoga i Pierre’a de Meuron. Dalszymi partnerami w biurze są Christine Binswanger, Ascan Mergenthaler, Stefan Marbach.

## Kariera
Herzog i de Meuron założyli wspólne biuro w 1975 po jednoczesnym uzyskaniu dyplomów na Konfederacyjnej Akademii Technicznej w Zurychu (ETHZ). Zasłynęli przede wszystkim niekonwencjonalnym podejściem do stosowanych w budownictwie materiałów. W 2001 roku Jacques Herzog i Pierre de Meuron otrzymali Nagrodę Pritzkera, która jest najważniejszym na świecie wyróżnieniem dla architektów. W 2006 roku gazeta New York Times określiła pracownię jako „jedną z najbardziej podziwianych firm architektonicznych na świecie”.

## Dzieła
- Błękitny Dom w Oberwil, 1979–1980
- zakład fotograficzny Frei w Weil am Rhein, 1981–1982
- sala wystawowa Klingental w Bazylei, 1981
- kamienny dom (Casa de Piedra) w Tavole, 1982–1988
- dom dla weterynarza w Dagmersellen, 1983–1984
- dom ze sklejki w Bottmingen, 1984–1985
- budynek mieszkalny w podwórzu (oficyna) na Hebelstraße w Bazylei, 1984–1988
- dom kolekcjonera sztuki w Therwil, 1985–1986
- dom mieszkalno-handlowy Schwitter w Bazylei, 1985–1988
- zespół mieszkaniowy Pilotengasse w Wiedniu-Aspern w dzielnicy 22, 1986–1991
- magazyn firmy Ricola AG w Laufen, 1986–1991
- przebudowa i rozbudowa budynku firmy ubezpieczeniowej SUWA w Bazylei, 1988–1993
- lokomotywownia Auf dem Wolf w Bazylei, 1988–1996
- ośrodek sportowy Pfaffenholz w Saint-Louis, 1989–1993
- galeria sztuki Goetz w Monachium, 1989–1992
- akademik Antipodes I w Dijon, 1990–1992
- dom towarowy i centrala spedycyjna Elsäßertor w Bazylei, 1990–1995
- biblioteka w Paryżu, 1992
- dom mieszkalno-handlowy przy Schützenmattstraße w Bazylei, 1992–1993
- rozbudowa Rjiksmuseum Kröller-Müller w Otterlo, 1992
- budynek Muzeum XX wieku w Monachium, 1992
- Novartis Laboratorium w Bazylei, 1992–1993
- nastawnia nr 4 Auf dem Wolf w Bazylei, 1992–1995
- dom Koechlina w Riehen, 1993–1994
- biblioteka Wyższej Szkoły Zawodowej w Eberswalde, 1993–1996
- biblioteka Uniwersytetu Technicznego w Chociebużu, 1993–2005
- budynek produkcyjny Ricola Europe SA w Brunstatt, 1993–1994
- rewitalizacja urbanistyczna i krajobrazowa terenu Neustädter Feld w Magdeburgu, 1994
- Muzeum Karykatury i Komiksu w Bazylei, 1994–1996
- centrum badawcze Roche w Bazylei, 1994–1997
- projekt banku dla miasta średniej wielkości (Olivetti Project), 1994
- Hypo-Bank przy Junghofstraße we Frankfurcie nad Menem, 1994–1995
- nastawnia centralna w Bazylei, 1994–1998
- dom Fröhlicha w Stuttgarcie, 1995
- dom wielorodzinny przy der Rue des Suisses w Paryżu, 1995–1996
- apteka Szpitala Kantonowego w Bazylei, 1995–1997
- dom i ogród rodziny L. w Szwajcarii, 1995
- dom Lüscher-Rasi w Arlesheim, 1995
- studio Rémy Zaugg w Miluzie, 1995–1997
- winnica Dominus w Napa Valley w Yountville, 1995–1997
- rozbudowa Tate Gallery – Tate Gallery of Modern Art w Londynie, 1995–1999
- centrum kulturalne i teatr w Zurychu, 1996
- muzeum kolekcji Grothe Kunstkiste w Bonn, 1996
- budynek biurowy przy Herrnstraße w Monachium, 1996–2000
- dom Rudina w Leymen, 1997–1998
- rezydencja i kolekcja Kramlicha w Oakville, 1999–2003
- budynek biurowy firmy Ricola AG w Laufen, 2000
- hala wystawowa i galeria handlowa Fünf Höfe w Monachium, 2000–2001
- St.-Jakob-Stadion w Bazylei w 2001
- Muzeum Küppersmühle – kolekcja Grothe w Duisburgu, 2000
- muzeum sztuki Schaulager w Münchenstein koło Bazylei, 2003
- Laban Dance Centre w Deptford Creek w Londynie, 2003
- Walker Art Center w Minneapolis, 1999–2005
- Muzeum De Younga w Golden Gate Park w San Francisco, 1999–2005
- dom towarowy Elsässertor w Bazylei, 2000–2004
- Forum 2004 w Barcelonie, 2000–2004
- rozbudowa galerii sztuki w Aarau, 2001–2003
- Prada Aoyama Epicenter w Tokio, 2001–2003
- stadion Allianz Arena w Monachium-Fröttmaning, 2002–2005
- CaixaForum w Madrycie, 2001–2005
- Hotel Schatzalp w Davos, 2003
- dzielnica Jindong New District w Jinhua City (Chińska Republika Ludowa), 2003–2004
- Stadion Narodowy na Letnie Igrzyska Olimpijskie 2008 w Pekinie, 2003–(2007)
- Neue Philharmonie w HafenCity w Hamburgu, 2003–(2008)
- rozbudowa St. Jakob-Park na Euro 2008 w Bazylei, 2004–(2008)
- hotel kongresowy Astoria w Lucernie, 2005
- rozbudowa Tate Modern w Londynie w 2005–(2011)

## Nagrody
- 1999 Schock Prize
- 2001 Prix d’architecture de l’Équerre d’argent
- 2001 Nagroda Pritzkera
- 2003 Stirling Prize za Laban Dance Centre
- 2007 RIBA Royal Gold Medal i Praemium Imperiale
- 2009 Lubetkin Prize za Stadion Narodowy w Pekinie